# Питер, Сэмюэл
Сэ́мюэл Окон Пи́тер (англ. Samuel Okon Peter; род. 6 сентября 1980, Аква-Ибом, Нигерия) — нигерийский боксёр-профессионал, выступающий в тяжёлой весовой категории. Участник Олимпийских игр 2000 года. Бывший чемпион мира в тяжёлой весовой категории: временный титул по версии WBC (2007); версия WBC (2008).
Входил в десятку лучших тяжеловесов мира по итогам года по версии BoxRec с 2004 по 2006, лучшая позиция — 5 (2006). По мнению некоторых тренеров, по состоянию на 2017 год являлся одним из самых мощных панчеров в тяжёлом весе последних 15—20 лет.

## Любительская карьера
В 2000 году участвовал в Олимпийских играх в Сиднее (Австралия) представляя сборную Нигерии, но проиграл бой в четвертьфинале итальянцу Паоло Видоцу, в итоге завоевавшему бронзовую медаль Олимпиады.

## Профессиональная карьера
Дебютировал в феврале 2001 года. Почти всех своих соперников Питер побеждал досрочно. 7 марта 2003 года, в первом 10-раундовом бою, Питер нокаутировал Дела Кроула (24-6-2) и завоевал свой первый титул — титул чемпиона мира по версии WBC южного региона.
В мае 2004 года победил по очкам Чарльза Шаффорда.
В декабре 2004 года отправил в тяжелейший нокаут во 2-м раунде Джереми Уильямса. Уильямс лежал на канвасе несколько минут.
В январе 2005 года Питер встретился с Янки Диасом. Диас падал 5 раз. Во 2-м раунде с Питера сняли 2 очка за удар Диаса, когда тот был в нокдауне. В 5-м раунде рефери во время атаки Питера остановил бой и зафиксировал победу техническим нокаутом.
В сентябре 2005 года состоялся отборочный поединок за звание чемпиона мира сразу по двум версиям IBF и WBO между Сэмюэлом Питером и Владимиром Кличко. Это был бой двух нокаутеров. Памятуя о своих недавних неудачах против Корри Сандерса и Леймона Брюстера, Кличко старался не влезать в открытый бой, держась на дистанции от противника. В 5-м раунде Питер два раза посылал Кличко в нокдаун. В 10-м раунде Кличко вновь побывал на канвасе. В 12-м раунде Кличко потряс Питера, но добивать не стал. Кличко доминировал во всех раундах, за исключением тех, в которых оказывался на настиле ринга. По окончании боя единогласным решением судей Кличко был объявлен победителем.
В конце года Питер победил по очкам американского джорнимена Роберта Хоукинса.
В апреле 2006 года Питер в первом же раунде отправил в глубокий нокаут высокого Джулиуса Лонга.

### 1-й бой с Джеймсом Тони
В сентябре 2006 года Сэмюэл Питер встретился в отборочном поединке за звание чемпиона по версии WBC с Джеймсом Тони. Крайне неудобный Тони не давал себя как следует ударить, в том же время сам в атаке не был слишком активным. В одном из раундов с Питера сняли очко за удары по ушам. В близком бою раздельным и спорным решением победу присудили Питеру. WBC назначило реванш.

### 2-й бой с Джеймсом Тони
В январе 2007 года состоялся реванш между Питером и Тони. Питер доминировал весь бой. Во 2-м раунде нигериец джебом послал Тони в нокдаун. По итогам боя победу единогласно присудили Питеру.
Питер выиграл право встретиться с чемпионом мира по версии WBC Олегом Маскаевым. Однако неожиданно объявил о своем возвращении почетный чемпион WBC Виталий Кличко. По правилам WBC, он имел право встретиться с действующим чемпионом. Однако Питер два раза выиграл элиминатор и также имел право на титульный поединок. WBC решила, что сначала Питер встретится с Маскаевым, а потом победитель поединка обязан встретиться с Кличко. Кличко же решил встретиться с Джамилем Макклайном. Летом травмировался Кличко, а после, ближе к осени, и Маскаев. В сложившейся ситуации WBC объявило Питер временным чемпионом. Питер выбрал себе в противники оставшегося не удел Макклайна.

### Бой с Джамилем Макклайном
В октябре 2007 года состоялся бой между Питером и Джамилем Макклайном. Макклайн во 2-м раунде на последней секунде послал Питера в нокдаун. В 3-м раунде он также дважды посылал в нокдаун противника. Затем Питер выровнял положение в бою. По итогам боя судьи единогласно объявили Питера победителем. Макклайн, недовольный решением, демонстративно ушёл с ринга, не дав полноценного интервью телеканалу Showtime.

### Бой с Олегом Маскаевым
В марте 2008 года Сэмюэл Питер встретился с чемпионом мира в тяжёлом весе по версии WBC россиянином Олегом Маскаевым. Претендент доминировал в бою. В конце 6-го раунда он провёл несколько серий в голову. Несколько ударов пришлось в затылок. В самом конце раунда Питер прижал россиянина к канатам и начал добивать. Маскаев не отвечал. Питер провел мощный левый хук. Удар отбросил россиянина назад. Нигериец сразу же добавил правый хук и вдогонку левый. Видя это избиение, рефери остановил бой.

### Бой с Виталием Кличко
В октябре 2008 года в Германии состоялся бой между Сэмюэлом Питером и бывшим чемпионом мира в тяжёлом весе по версии WBC украинцем Виталием Кличко. Украинец держал противника на средней дистанции, успешно выбрасывая прицельные удары. Питер не мог сократить дистанцию. Кличко уверенно доминировал в бою. По правилам WBC, в бою действовало правило открытого счёта: после каждых четырёх раундов ринг-анонсер оглашал судейские записки. В перерыве между 8-м и 9-м раундами после оглашения счёта судей нигериец отказался от продолжения боя. Кличко победил техническим нокаутом.

### Бой с Эдди Чемберсом
В марте 2009 года Сэмюэл Питер встретился с американцем Эдди Чемберсом. Чемберс мастерски защищался и не позволял проводить быстрые атаки Питера. По итогам 12-раундового боя решением большинства судей победу одержал Чемберс. Питер потерпел своё третье поражение.
После поражения Питер нокаутировал в 2009 году трёх рейтинговых боксёров, Маркуса МакГри, Рональда Беллами, и Гэба Брауна. Это дало возможность Питеру вновь подняться на высокие строчки рейтингов, и следующий поединок Питер провёл против нашумевшего доминиканца Наги Агилеры, который нокаутировал в первом раунде бывшего чемпиона, Олега Маскаева. В элиминаторе IBF Питер нокаутировал Агилеру, во 2-м раунде, и снова получил возможность претендовать на чемпионский бой.

### Чемпионский бой с Владимиром Кличко
Владимир Кличко доминировал по ходу всего боя, преимущественно удерживая рвущегося в бой нигерийца на дистанции, периодически нанося точные силовые удары и джебы. Вторая половина поединка вместе с усталостью Питера принесла несколько точных ударов в пользу Кличко, после чего нигериец стал нетвёрдо стоять на ногах и всё реже наносил даже те размашистые кроссы, которые просто рассекали воздух. На второй минуте 10-го раунда Кличко удачно провел апперкот, который потряс Питера. После этого Кличко уже не отпустил нигерийца, закончив бой серией ударов, после которых Питер оказался на полу. Рефери остановил бой, Питер не вставал с канваса около 2-х минут.

### Бой с Робертом Хелениусом
В апреле 2011 года состоялся бой Сэмюэля Питера с восходящим проспектом мирового бокса, Робертом Хелениусом. Бой начался не очень активно: Хелениус держал дистанцию джебом, но Питер время от времени проводил свои взрывные атаки, которые чаще приходились в защиту Хелениуса. После нескольких раундов напор Питера спал и была сильно заметна его усталость. В 9-м раунде Хелениус послал Питера в нокдаун. Питер с трудом встал, Хелениус тут же начал добивать Питера и точным одиночным джебом отправил его в глубокий нокаут.

### Бой с Кубратом Пулевым
Поединок проходил с преимуществом болгарина, который держал однообразно бросающегося вперёд Сэма на джебе и прямых ударах. Медлительный и откровенно пузатый[стиль] Питер не представлял никакой особой опасности для хозяина ринга. По ходу встречи никто из боксёров не был потрясён, однако на 4-й раунд африканец выходить отказался, сославшись на травму правого локтя. RTD 3 Пулеву.

## Статистика профессиональных боёв
В таблице перечислены результаты всех поединков боксёров.
В каждой строке указан результат поединка. Дополнительно номер поединка обозначен цветом, который обозначает итог поединка. Расшифровка обозначений и цветов представлена в нижеследующей таблице.
| Пример | Расшифровка                     |
| ------ | ------------------------------- |
|        | Победа                          |
|        | Ничья                           |
|        | Поражение                       |
|        | Планируемый поединок            |
|        | Поединок признан несостоявшимся |
| КО     | Нокаут                          |
| ТКО    | Технический нокаут              |
| PTS    | Решение судей (по очкам)        |
| UD     | Единогласное решение судей      |
| MD     | Решение большинства судей       |
| SD     | Раздельное решение судей        |
| RTD    | Отказ от продолжения боя        |
| DQ     | Дисквалификация                 |
| NC     | Поединок признан несостоявшимся |

| 47 поединков, 38 побед (31 нокаутом), 9 поражений | 47 поединков, 38 побед (31 нокаутом), 9 поражений | 47 поединков, 38 побед (31 нокаутом), 9 поражений | 47 поединков, 38 побед (31 нокаутом), 9 поражений | 47 поединков, 38 побед (31 нокаутом), 9 поражений             | 47 поединков, 38 побед (31 нокаутом), 9 поражений | 47 поединков, 38 побед (31 нокаутом), 9 поражений                                                                             | 47 поединков, 38 побед (31 нокаутом), 9 поражений |
| Бой                                               | Рекорд                                            | Дата боя                                          | Соперник                                          | Место проведения боя                                          | Раундов, время                                    | Дополнительно |                                                   |
| ------------------------------------------------- | ------------------------------------------------- | ------------------------------------------------- | ------------------------------------------------- | ------------------------------------------------------------- | ------------------------------------------------- | --- | ------------------------------------------------- |
| 47                                                | 38-9                                              | 7 декабря 2019                                    | Арсланбек Махмудов (9-0)                          | Bell Centre, Монреаль, Квебек, Канада                         | TKO 1 (10), 2:23                                  | Бой за титул чемпиона Северной Америки по версии NABF (1-я защита Махмудова) в тяжёлом весе.                                  |                                                   |
| 46                                                | 38-8                                              | 12 июля 2019                                      | Хьюи Фьюри (22-2)                                 | Король Абдалла Спортс Сити, Джидда, Саудовская Аравия         | TKO 7 (12), 2:07                                  | Питер не смог продолжить бой из-за травмы плеча.                                                                              |                                                   |
| 45                                                | 38-7                                              | 27 апреля 2019                                    | Алехандро Гардуно (2-12-2)                        | Тихуана, Нижняя Калифорния, Мексика                           | KO 1 (10), 2:32                                   | |                                                   |
| 44                                                | 37-7                                              | 13 апреля 2019                                    | Марио Эредиа (15-6-1)                             | Boardwalk Hall, Атлантик-Сити, Нью-Джерси, США                | SD (8)                                            | Счёт: 74-77, 75-76, 79-72. |                                                   |
| 43                                                | 37-6                                              | 22 февраля 2019                                   | Херардо Эскобар (2-21)                            | Тихуана, Нижняя Калифорния, Мексика                           | KO 1 (10), 0:44                                   | |                                                   |
| Перерыв в 2,2 года                                |                                                   |                                                   |                                                   |                                                               |                                                   | |                                                   |
| 42                                                | 36-6                                              | 3 декабря 2016                                    | Кубрат Пулев (23-1)                               | Arena Armeec, София, Болгария                                 | RTD 3 (12), 3:00                                  | Бой за вакантный титул чемпиона по версии WBA Inter-Continental.                                                              |                                                   |
| 41                                                | 36-5                                              | 23 октября 2016                                   | Хуан Карлос Салас (6-9)                           | Тихуана, Нижняя Калифорния, Мексика                           | RTD 3 (4), 3:00                                   | |                                                   |
| Перерыв в 2 года                                  |                                                   |                                                   |                                                   |                                                               |                                                   | |                                                   |
| 40                                                | 35-5                                              | 27 сентября 2014                                  | Рон Обри (12-3-1)                                 | Оклахома-Сити, Оклахома, США                                  | TKO 1 (8), 2:34                                   | |                                                   |
| Перерыв в 3,5 года                                |                                                   |                                                   |                                                   |                                                               |                                                   | |                                                   |
| 39                                                | 34-5                                              | 2 апреля 2011                                     | Роберт Хелениус (14-0)                            | Герри Вебер Стадион, Халле, Северный Рейн-Вестфалия, Германия | KO 9 (12), 1:50                                   | Бой за вакантный интерконтинентальный титул чемпиона мира по версии WBA и по версии WBO (1-я защита Хелениуса).               |                                                   |
| 38                                                | 34-4                                              | 11 сентября 2010                                  | Владимир Кличко (54-3)                            | Франкфурт-на-Майне, Гессен, Германия                          | KO 10 (12), 1:22                                  | Бой за титул чемпиона мира по версиям IBF и IBO (9-я защита Кличко), WBO (5-я защита Кличко), и The Ring (2-я защита Кличко). |                                                   |
| 37                                                | 34-3                                              | 12 марта 2010                                     | Наги Агилера (15-2)                               | Грейпвайн, Техас, США                                         | TKO 2 (12), 2:24                                  | Бой за статус обязательного претендента на титул чемпиона мира по версии IBF.                                                 |                                                   |